# کوئیناپریل
کوئیناپریل (Quinapril) که با نام تجاری Accupril نیز به فروش می‌رسد، یک داروی مهارکننده آنزیم مبدل آنژیوتانسین است که در درمان فشارخون بالا و نارسایی قلبی کاربرد دارد.

## فارماکولوژی
کوئیناپریل یک «پیش دارو» است که در کبد به متابولیت فعال خود، کوئیناپریلات تبدیل می‌شود.

## مکانیسم اثر
کوئیناپریل با مهار آنزیم مبدل آنژیوتانسین نقش خود را بازی می‌کند. این آنزیم فرایند ساخت آنژیوتانسین II از آنژیوتانسین I را کاتالیز می‌کند. آنزیوتانسین II یک تنگ کننده نیرومند رگ‌ها بوده و با سازوکارهای گوناگونی، فشارخون را افزایش می‌دهد. به دنبال کاهش ساخت آنژیوتانسین، غلظت پلاسمایی آلدوسترون نیز کاهش میابد که این داستان به کاهش افزایش سدیم در ادرار و افزایش غلظت پتاسیم در خون می‌انجامد.

## کاربرد
کوئیناپریل در درمان فشارخون بالا و نیز به عنوان درمان کمکی در نارسایی قلبی کاربرد دارد. این دارو به تنهایی یا در ترکیب با دیورتیک‌های تیازیدی می‌تواند در درمان فشارخون بالا به کار رود. همچنین می‌تواند در ترکیب با دیگوکسین و دیورتیک‌ها برای درمان نارسایی قلبی هم به کار رود.

## موارد منع کاربرد
- بارداری
- اختلال کارکرد کلیه و کبد
- سابقه بروز آنژیوادم با مصرف دیگر داروهای مهارکننده آنزیم مبدل آنژیوتانسین
- حساسیت به کوئیناپریل[۱]

## عوارض جانبی
- سبکی سر
- سرفه
- تهوع و استفراغ
- سوء هاضمه
- خستگی
- آنژیوادم